# Leszek Strycharski
Leszek Zbigniew Strycharski (ur. 12 sierpnia 1925 w Trzebini, zm. 27 kwietnia 2002) – polski technik hutnik i działacz partyjny, poseł na Sejm PRL V i VI kadencji.

## Życiorys
Syn Zygmunta i Stefanii. Podczas II wojny światowej wywieziono go na roboty przymusowe do Niemiec. Po wojnie, do lutego 1946, zatrudniony był w Powiatowym Urzędzie Bezpieczeństwa Publicznego w Chrzanowie, a od maja 1946 w Hucie „Zawiercie”. W 1948 został członkiem Polskiej Zjednoczonej Partii Robotniczej. Ukończywszy technikum w Bytomiu, od 1951 pracował w Hucie Stalowa Wola, w której pełnił funkcję przewodniczącego rady zakładowej. W 1969 i 1972 uzyskiwał mandat posła na Sejm PRL w okręgu Tarnobrzeg. Przez dwie kadencje zasiadał w Komisji Pracy i Spraw Socjalnych, ponadto w trakcie VI kadencji zasiadał w Komisji Budownictwa i Gospodarki Komunalnej oraz w Komisji Spraw Zagranicznych. W latach 1975–1978 zasiadał w egzekutywie Komitetu Wojewódzkiego PZPR w Tarnobrzegu.
Został pochowany na cmentarzu komunalnym w Stalowej Woli.

## Odznaczenia
- Krzyż Kawalerski Orderu Odrodzenia Polski
- Złoty Krzyż Zasługi
- Brązowy Krzyż Zasługi (1955)[2]
- Medal za Długoletnie Pożycie Małżeńskie (1996)[3]